# Дремлюг, Валентин Валентинович
Дре́млюг Валентин Валентинович (12 августа 1918 — Петроград — 31 августа 2016, Санкт-Петербург) — исследователь Арктики.

## Биография
Родился в Петрограде. В январе 1942 г. закончил Гидрографический институт Главсевморпути, где учился с 1937 года. Кандидат географических наук.
В должности Гидрографа-навигатора и 2-го помощника капитана в 1942—1945 гг. плавал на судах Ледового патруля, обеспечивавших гидрометеорологической и ледовой информацией боевые и транспортные операции на трессе Севморпути.
В навигацию 1942 г. в составе команды гидрографического судна «Мурманец» (Ледовый патруль-18) принимал участие в спасении 147 моряков с потопленных судов союзного конвоя PQ-17. В 2005 году за участие в этой операции получил письменную благодарность от Военного и Военно-Морского департаментов США.
В 1946—1985 гг. преподавал в ВАМУ (ЛВИМУ имени адмирала С. О. Макарова).
В 1958—1982 гг. участвовал в экспедициях в арктических морях и Атлантическом океане.
Участник Великой Отечественной войны. Награждён Орденом Отечественной войны, 11 медалями и нагрудными знаками «Почетный работник морского флота», «Почетный полярник», «Ветеран полярной гидрографии».
Умер в 2016 году

## Публикации

### Книги
- Дремлюг В. В. Приливы Чукотского моря и моря Бофорта в связи с гидрометеорологическими условиями. М.-Л.: Издательство Главсевморпути, 1950.
- Дремлюг В. В., Ольховский В. Е. Океанография на службе современного судовождения. М.: Водный транспорт, 1954.
- Дремлюг В. В. Тайна исчезнувших земель Арктики. М.: Географгиз, 1956.
- Дремлюг В. В., Уханов Г. И., Филиппов Ю. М. Навигационная океанография. М.: Транспорт, 1965.
- Дремлюг В. В. Методы океанологических исследований и обработка наблюдений. М.: Рекламинформбюро ММФ, 1976.
- Дремлюг В. В. Расчет продолжительности рейса с учетом ветроволновых условий. Руководство по гидрологическим работам в океанах и морях. Изд. 2 Л.: Гидрометиздат, 1977.
- Дремлюг В. В., Шифрин Л. С. Навигационная гидрометеорология. М.: Транспорт, 1 изд. 1970, 2 изд. 1978.
- Блинов Н. И., Дремлюг В. В. Романцов В. А. Океанографические работы в полярных районах Мирового океана. Главы 4—6. С. 70—135. Л., Гидрометеоиздат, 1980.
- Гордиенко А. И., Дремлюг В. В. Гидрометеорологическое обеспечение судовождения. М.: Транспорт, 1989. Главы V—X, XI—XIV.
- Дремлюг В. В. От локтя до метра. СПб.: Географ, 2003.
- Дремлюг В. В. Морские дороги. СПб.: Географ, 2006.
- Дремлюг В. В. Кессель С. Л. Острова — загадки Арктики. СПб.: Географ, 2007.
- Дремлюг В. В. Сквозь льды и огонь. СПб.: Географ, 2007.
- Дремлюг В. В. Навигационная океанография. СПб.: Географ, 2008.
- Дремлюг В. В. По морям и весям. СПб.: Географ, 2009.
- Дремлюг В. В. Военные годы в Арктике. СПб.: Географ, 2010.
- Дремлюг В. В. Морской флот в моей жизни. СПб.: Географ, 2011.
- Дремлюг В. В. Воспоминания о военных годах в Арктике. СПб.: ААНИИ, 2013.
- Дремлюг В. В. Военные годы в Арктике. СПб.: Географ, 2013.
- Дремлюг В. В. Воспоминания почетного работника морского флота. СПб.: Географ, 2015.
- Walentyn W. Driemljug Oceanografia nautyczna. Wydawnictwo Morskie, Gdańsk, 1974.

### Статьи
- Лактионов А. Ф. Дремлюг В. В. Анализ скорости движения судов во льдах Арктических морей. // Проблемы Арктики. № 2, 1942. С 5—22.
- Дремлюг В. В. Об определении некоторых элементов морских течений с помощью радиолокатора. // Труды ААНИИ. Т 210. Вып 1961. С. 135—138.
- Дремлюг В. В. Радиолокационный метод наблюдений над течениями. // Руководство по гидрологическим работам в океанах и морях. Глава 15. Л.: Гидрометиздат, 1967. С. 278—292.
- Дремлюг В. В. Использование судового радиолокатора для определения элементов морского волнения. // Океанология, Т. . Вып. 4. 1969. С. 707—710.
- Дремлюг В. В. Характеристика ветроволновых условий плавания НИС «Профессор Зубов» во втором рейсе 1969 г. // Труды ААНИИ. Т. 302. 1971. С 99—107.
- Дремлюг В. В. Опыт оценки навигационных и гидрометеорологически характеристик для рационального планирования гидрологических работ на судах типа «Профессор Визе». // Труды ААНИИ Т. 325. 1974. С 155—160.
- Дремлюг В. В. О методике экспериментальных определений потерь скорости хода экспедиционных судов. // Гидрография и гидрометеорология. Вып. 3. Рекламинформбюро ММФ. 1974. С 72-84.
- Дремлюг В. В. История давно минувших дней о ледовом патруле. В сб.: Полярные конвои 1941—1945. СПб., 1999. С 35—39.
- Дремлюг В. В. Такие подвиги не забываются. // Полярный лоцман. № 2, 1999. С 62—63.
- Дремлюг В. В. Воспоминания о ледовом патруле. // Морская столица № 2, 2000. С 6.
- Дремлюг В. В. Мурманец спасает экипажи PQ-17. В сб.: Северные конвои. Вып. 4. Архангельск, 2000. С 193—199.
- Дремлюг В. В. Навигационно-гидрографическое обеспечение морских операций в Арктике. В сб.: Северные конвои. Вып. 4. Архангельск, 2000. С 78—90.
- Дремлюг В. В. Ледокол-исследователь. // Записки по гидрографии. № 253. ГУНИО МО РФ. 2001. С 77-80.
- Дремлюг В. В. Дружба через два океана. // Вестник ветерана № 21 (465), СПб., Июль 2001. С 3.
- Дремлюг В. В. Наше место — в Арктике // Вестник ветерана № 1 (480), СПб., Январь 2002. С 11.
- Дремлюг В. В. Ковалев С. О В. полярных конвоях без прикрас. // Морской сборник. № 6, 2004. С 76-82.
- Дремлюг В. В.  Твердая поступь «Полярного конвоя» // Полярный конвой: Юбилейный сборник к 60-летию Победы. СПб., 2005. С 189—196.
- Dremliug V. Ice Patrol-18. // The Naval Review. Vol 86. No. 4, October 1998. P 351—352.
- Dremliug V. V. Dog Watches, Destruction, and an Enamel Cup. // Sea Power. Navy League of the United States. December 2000. P. 49-51.
- Dremliug V. V. Scout «Murmanetz» becomes a rescue ship. // Война в Арктике (1941—1945), Архангельск, 2001. С 165—170.